# Molbecke
Die Molbecke ist ein 722,9 m ü. NHN hoher Berg im Rothaargebirge. Er liegt bei Winterberg im nordrhein-westfälischen Hochsauerlandkreis.

## Geographie

### Lage
Die Molbecke erhebt sich im Naturpark Sauerland-Rothaargebirge. Ihr Gipfel liegt etwa 1,5 km südlich vom Zentrum der Winterberger Kernstadt. Zu ihren Nachbarkuppen zählen der Kreuzberg (715,7 m) im Nordosten, die Wimpert (703,9 m) im Osten, der Wetzstein (771,6 m) im Südwesten und die Kappe (776 m) im Westen. Nordöstlich der Bergkuppe entspringt die südwärts fließende Molbecke als kleiner Zufluss der südlich den Berg in Nordwest-Südost-Richtung passierenden Nuhne.

### Naturräumliche Zuordnung
Die Molbecke gehört in der naturräumlichen Haupteinheitengruppe Süderbergland (Nr. 33) in der Haupteinheit Rothaargebirge (mit Hochsauerland) (333) und in der Untereinheit Winterberger Hochland (333.5) zum Naturraum Harfeld (333.56). Seine Südwestflanke fällt in die Untereinheit Hohe Seite (333.7) ab.

### Berghöhe und -kuppen
Die Molbecke ist im Rahmen ihrer Südostkuppe 722,9 m hoch. Etwa 200 m entfernt liegt die 715,2 m hohe Nordwestkuppe. Zwischen beiden Kuppen befindet sich ein Bergsattel auf 706,1 m Höhe.

## Schutzgebiete und Flora
Etwas nordöstlich unterhalb der Molbecke liegt artenreiches Magergrünland, das 2008 als 2 ha (oder 2,3249 ha) großes Naturschutzgebiet Molbecke (NSG-Nr. 389834) ausgewiesen wurde. In diesem Gebiet, mit vielen Pflanzen der Roten Liste, gibt es neben dem Magergrünland, kleinflächig Feuchtgrünland und ein zur Molbecke entwässerndes Quellrinnsal. Nordöstlich schließt sich das NSG Bergwiesen bei Winterberg (CDDA-Nr. 389654; 2008 ausgewiesen; 1,38 km² groß) mit dem gleichnamigen Fauna-Flora-Habitat (FFH-Nr. 4717-305; 4,87 km²) an. Im Rahmen eines 2011 anlaufenden Life-Projektes wird versucht einen etwa 150 m breiten Fichtenstreifen zur östlich gelegenen Teilfläche des Naturschutz- und FFH-Gebiets Bergwiesen bei Winterberg zu entfernen. Dazu sollen diese Fichtenparzellen vom Land Nordrhein-Westfalen angekauft werden. Der restliche Teil des Berges ist überwiegend mit Fichten und Buchen bewachsen. Die Nordflanke des Berges erstreckt sich im Landschaftsschutzgebiet Teilgebiet der Stadt Winterberg (CDDA-Nr. 325127; 1994; 75,32 km²).

## Verkehr und Freizeit
Unmittelbar südwestlich vorbei an der Molbecke verläuft im Nuhnetal die Bundesstraße 236, die von Winterberg in Nordwest-Südost-Richtung nach Züschen führt. Um den Berg führt zumeist durch Wald der Molbeckerundweg und nordöstlich von ihm Richtung Winterberg befindet sich im Rahmen asphaltierter Fahrwege der Schmantelrundweg. Der Nordosthang des Bergs, insbesondere die Flächen oberhalb des Naturschutzgebiets, wurde früher als Skipiste mit -lift genutzt.